# Malik Umar Hayat Khan
Sir Malik Umar Hayat Khan (1875 – 1944) è stato un generale indiano naturalizzato inglese.

## Biografia
Figlio di sir Malik Sahib Khan, uno dei più ricchi proprietari terrieri del Punjab, Malik Umar Hayat Khan venne educato all'Aitchison Chiefs College di Lahore.

### La carriera militare
Khan prestò servizio nella Guerra del Somaliland del 1902-1904, ricevendo la Jidballi medal e la relativa barretta, oltre a prendere parte alla spedizione in Tibet del 1903-1904 (nella quale venne menzionato nei dispacci ufficiali). Prese quindi parte al teatro di guerra europeo della Grande Guerra, 1914-15, nella quale venne nuovamente menzionato nei dispacci per ben sei volte). L'ultimo servizio militare attivo lo compì nella Terza guerra anglo-afghana, dapprima nei 18th King George's Own Lancers e poi nei 19th King George's Own Lancers.
Egli venne quindi nominato aiutante di campo di re Giorgio V, di Edoardo VIII e poi di Giorgio VI.

### Vita pubblica
Nel 1907, oltre alla sua carriera militare, Khan prese a pieno le redini dell'amministrazione dei suoi possedimenti nel Punjab ed il suo ruolo nel durbar provinciale. In quello stesso anno egli divenne attaché dell'emiro dell'Afghanistan. Egli fu inoltre membro del Consiglio Imperiale del Governatore generale dell'India dal 1910 al 1944.
Nel 1910 venne definito dall'amministrazione imperiale britannica "...un uomo disinteressato ed interessato solo alla salvaguardia di tutti".
Nel dicembre del 1913, egli venne eletto tra i diciassette ufficiali nella Lega Musulmana Panindiana (All India Muslim League), per la Lega delle Sette Sessioni tenutasi ad Agra.
Egli fu membro del Consiglio del Segretario di Stato per l'India dal 1924 al 1934, venendo anche eletto membro del Consiglio di Stato e membro del Consiglio Legislativo del Punjab per due mandati.
Dal 1929 al 1934, trascorse gran parte del suo tempo a Londra aderendo al conservatore Carlton Club e divenendo presidente del British Falconers' Club.

### Il ruolo di araldo
Al Delhi Durbar del 1911, Khan ricoprì l'incarico di Assistente Araldo del generale di brigata William Peyton, il Delhi Herald Extraordinary.

## Il caso O'Dwyer - Nair

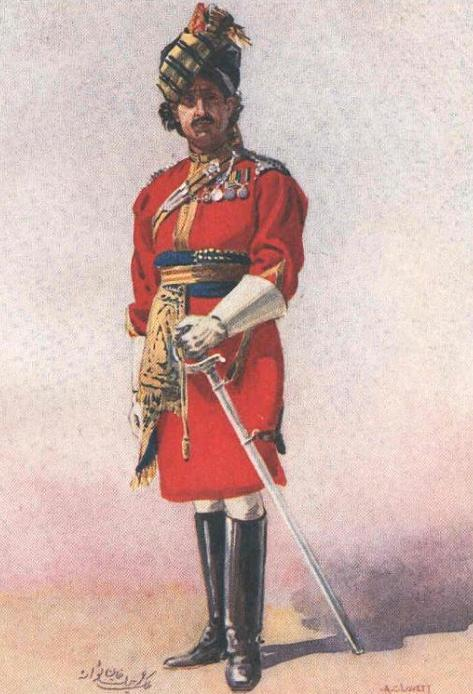
Malik Umar Hayat Khan come Luogotenente onorario del 18th King George's Own Lancers, all'inizio del XX secolo (incisione acquarellata del maggiore A.C. Lovett (1862-1919)).

Nel 1924, Khan venne coinvolto nel caso giudiziario O'Dwyer - Nair, presso l'Alta Corte di Giustizia di Londra per cinque settimane dal 30 aprile.
Sir Michael O’Dwyer, Luogotenente-Governatore del Punjab sino al 1919, venne portato a giudizio da Sir Chettur Sankaran Nair per il Massacro di Amritsar e i moti del Punjab del 1919, ed in particolare per gli abusi sulle reclute dal 1917 al 1918. Il caso si tramutò in una delle più lunghe diatribe della storia giudiziaria inglese.
Khan, comparendo come testimone in favore di O'Dwyer, dichiarò di aver reclutato un terzo di tutti i popolani abitanti i villaggi dell'area in età militare. Egli descrisse l'uccisione di Tahsildar Sayyad Nadir Hussain a Lakk per opera di popolani locali che si opponevano al modo di ottenere nuove reclute da parte dell'esercito britannico; questo scontro si tramutò in una piccola guerriglia che portò a degli scontri con la polizia ed all'uccisione di alcuni rivoltosi.
O'Dwyer vinse il caso col solo dissenso di un membro della giuria, il filosofo politico Harold Laski.

## Vita privata
Khan si sposò ed ebbe un figlio, Sir Malik Khizar Hayat Tiwana KCSI, OBE (1900–1975), che fu Ministro capo del Punjab dal 1942 al 1947.
Nel 1935 compì il pellegrinaggio Hajj.
Khan nel libro Who's Who descrisse i propri hobby: "motociclismo, polo, corsa dei maiali, corsa a cavallo, tiro a segno, atletica".
Tra i suoi servi vi era Mir Sultan Khan la cui abilità a scacchi era tenuta molto in considerazione da Umar Khan che lo promosse e che lo fece divenire in breve tempo uno dei giocatori più importanti della sua epoca.